# Ladislav Amadé
Ladislav Amadé (Ladislav Amade, László Amade; 12. března 1703 Gabčíkovo – 22. prosince 1764 Horný Bar) byl uherský básník, hudebník a důstojník.

## Život
Narodil se 12. března 1703 (uvádí se i 26. července 1704) v Gabčíkovu jako syn Antona Amadé a jeho manželky Rozálie Šimončič-Horváthové. Byl příslušníkem uherského šlechtického rodu Amadé s predikátem z Vrakuně s titulem baron. Měl dvě sestry: Vavrinci a Pavlu Marii.
V letech 1717– 1721 studoval na jezuitském kolegiu v Győru a poté na Trnavské univerzitě a ve Štýrském Hradci. Roku 1725 nastoupil do armády, kde krátce na to získal hodnost plukovníka. Roku 1750 se stal rádcem uherské komory a později působil také jako komorník. Do roku 1754 hospodařil na rodovém majetku.
Při studiích v Trnavě, vydal příležitostně nábožensky motivovanou řeč a na sklonku života sbírku duchovních písní. Psal rytmické verše, často na lidové motivy které vynikaly lehkostí a živostí. Věnoval se i hudbě, hrál na více nástrojů, zhudebňoval své verše, složil několik písní na německé a italské nápěvy. Jeho erotické písně kolovaly v opisech, zachovaly se i v ústním podání a roku 1836 je vydal tiskem v Pešti jeho vnuk Tadeáš Amadé pod názvem „Várkonyi báró A. László versei“. Populární byly i jeho vojenské písně např. A szép fényes katonának. Na dvoře knížete J. Esterházyho i v armádě a nejvíce během bojů v Itálii vedl bohémský život, vyhledával dobrodružství a navzdory rodovému bohatství zápasil s materiálními problémy.
Jeho manželkou byla Zuzana roz. Orciová.
Zemřel 22. prosince 1764 v Horním Baru.

## Dílo
- Victor in praelio S. Ivo. Trnava 1722
- Buzgó szívnek énekes fohászkodásai. Vídeň 1755
- Várkonyi baró Amade László versei. Bp 1836